# Peter Rösch (Fussballspieler)
Peter Rösch (* 15. September 1930; † 12. Januar 2006 in Lausanne) war ein Schweizer Fussballspieler.
Peter Rösch begann seine Karriere bei den Young Boys Bern. 1961 und 1962 gewann er den Schweizer Meistertitel mit Servette Genf und 1965 den Cup mit dem FC Sion. Zwischen 1955 und 1962 lief der Abwehrspieler fünfmal für das Schweizer Nationalteam auf. Bei der Weltmeisterschaft 1962 gehörte er zum Aufgebot der Schweiz. Nach seiner aktiven Karriere war er Trainer bei den Profivereinen Vevey-Sports, Martigny-Sports, FC Renens und beim FC Sion. Rösch starb an Herzversagen.